# Lenok
Lenok (Brachymystax lenok) – gatunek ryby łososiokształtnej z rodziny łososiowatych (Salmonidae). Gatunek typowy rodzaju Brachymystax. Lokalnie poławiany gospodarczo.

## Występowanie
Wszystkie główne systemy wodne Syberii od Obu do Kołymy, w rzekach wybrzeża Oceanu Spokojnego na południe do rzeki Jalu, na obszarze Korei i północnych Chin. W Amurze występuje pospolicie. Zasiedla głównie podgórskie odcinki rzek. Podgatunek Brachymystax lenok tsinlingensis jest endemitem gór Taibai w prowincji Shaanxi.

## Budowa ciała
Wyróżnia się dwie formy morfologiczne lenoka (ostropyski i tępopyski), różniące się długością i kształtem pyska oraz kilkoma innymi cechami budowy, w tym ubarwieniem. Te formy lenoka są uznawane za kompleks Brachymystax lenok, reprezentowany przez dwa podgatunki, albo za odrębne gatunki.
Lenok osiąga maksymalnie 70 cm długości całkowitej. Przeciętna długość standardowa (SL) to 55 cm. Przeciętna masa ciała wynosi 3–4 kg, a maksymalna 8 kg.

## Biologia
Żyje w zimnych wodach słodkich. Nigdy nie wstępuje do wód morskich. Latem wędruje do głębokich warstw zimnych wód. Późną jesienią i zimą jest spotykany pod lodem.
Ikrę składa na wiosnę. Tarło trwa około miesiąca, a jego czas i płodność samic są różne w poszczególnych rzekach. W Amurze tarło odbywa się w dwóch fazach od połowy maja do połowy czerwca. W Angarze do połowy lipca. Podczas tarła ubarwienie jego ciała zmienia się w ciemnoczerwone, a płetwy grzbietowa i piersiowe nabierają kolorów tęczy. Samice składają od 3000–7000 ziaren ikry. Wiele lenoków ginie po tarle, przy czym ginie więcej samców niż samic. Inkubacja trwa – w zależności od temperatury – od 20 do 49 dni.
Lenok żywi się owadami i ich larwami (jętki i chruściki) oraz obunogami. Zjada też małe ryby, żaby, myszy i ikrę innych łososi, głównie kety.

## Znaczenie gospodarcze
Gatunek poławiany komercyjnie jako ryba konsumpcyjna. Łowi się go w dorzeczu Bajkału, w górnym biegu Leny, w Ałtaju oraz w dorzeczu Amuru.